# میناموتو نو یورینوبو

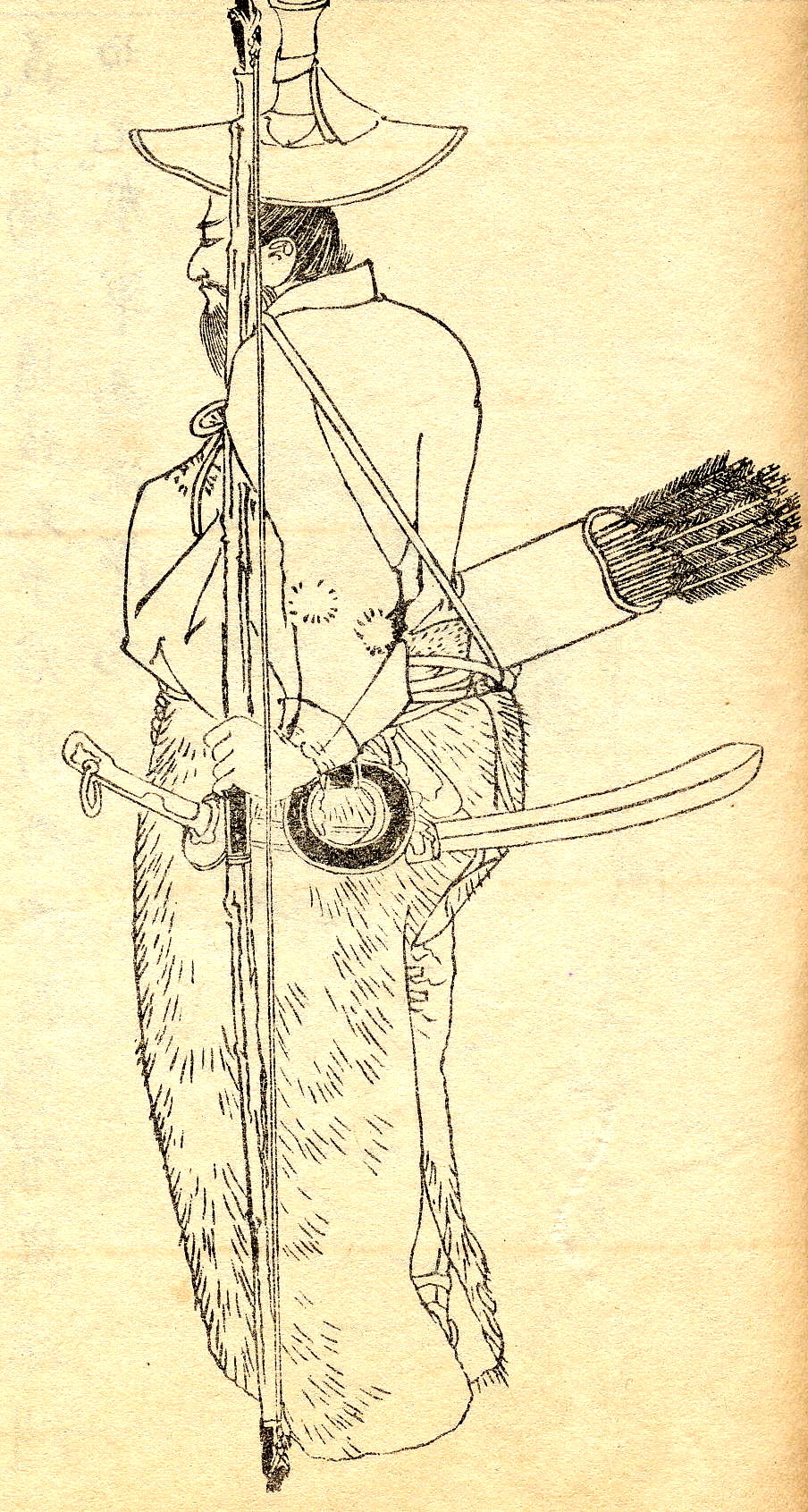
میناموتو نو یورینوبو

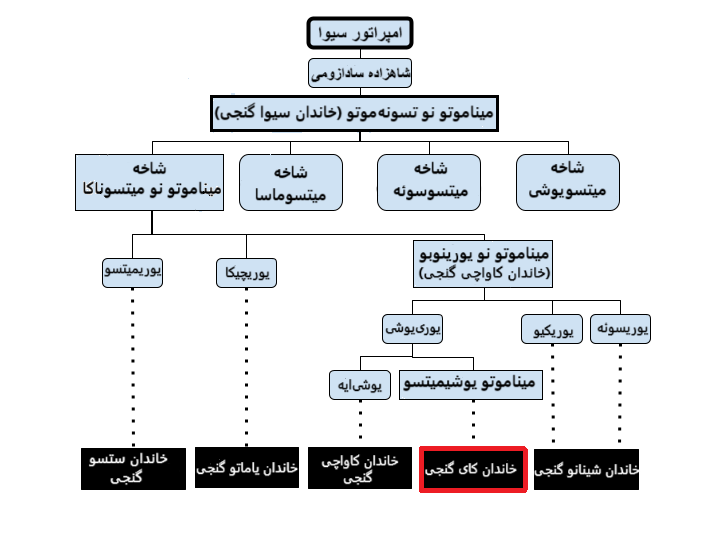
شجره‌نامه

میناموتو نو یورینوبو (به ژاپنی: 源 頼 信)، (زاده: ۹۶۸-درگذشت: ۱۰۴۸) سر خاندانِ خاندان کاواچی گنجی، فرمانده سامورایی و عضوی از خاندان قدرتمند میناموتو بود. او فرزند میناموتو نو میتسوناکا (۹۱۲ تا ۹۹۷) محسوب می‌شد. یورینوبو همراه با برادرش یوری میتسو، به عنوان نایب السلطنه‌های خاندان فوجیوارا، خدمت می‌کردند که بعدها اعضای خاندان فوجی وارا، ضمن توسل به اقدامات خشونت‌آمیز، توانستند قدرت را از دست این برادران گرفته و خود رأساً زمام امور را به‌دست گیرند. منصب یا عنوان چینجوفو-شوگون، که منصب فرماندهی ارشد نیروهای مدافع از سرزمین‌های شمالی بود، از پدرش به وی انتقال یافت. او به عنوان فرماندار ولایت های آیس و کای که از ولایت های ژاپن محسوب می‌شدند نیز، خدمت می‌کرد، و در شجره نامه خانوادگی خاندان کاواچی گنجی، جد اعلا یا سرمنشاء اصلی این خاندان محسوب می‌شد، ضمن اینکه پسر او که میناموتو نو یوری‌یوشی نام داشت نیز، جزو اجداد خاندان تاکاناشی از ولایت شینانو به‌شمار می‌آمد.
یورینوبو، مخصوصاً بدان خاطر که نایب السلطنه‌ای محبوب و مورد علاقه در فوجیوارا نو میچیناگا بوده‌است، شناخته می‌شود. وی همچنین برای سرکوب شورشی که توسط تایرا نو تاداتسونه، معاون فرماندار ولایت کازوسا صورت گرفته بود، شهرت دارد. وی در ابتدا به دلایل شخصی از انجام این کار امتناع نمود، اما در نهایت و پس از آن که به مقام فرمانداری ولایت کای رسیده بود، ضمن موافقت با این کار، مسئولیت شکست تاداتسونه را بر عهده گرفت. در حالی که وی مشغول آماده‌سازی سپاهش برای حمله بود، تاداتسونه، بدون هرگونه مقاومتی تسلیم شد، این اتفاق در سال ۱۰۳۱ روی داد. با موفقیت یورینوبیو در پایان بخشیدن به این قیام، وی نه تنها به اهداف قانونی خود رسید و شهرت یافت، بلکه زمینه لازم برای تأثیرگذاری و نفوذ خاندان میناموتو را  در بخش‌های شرقی کشور فراهم گردید.